# Saab Kockums
Saab Kockums AB, tidigare Kockums Mekaniska Verkstads AB och Kockums AB, är ett svenskt varv ingående i Saab AB sedan 2014. Företagets huvudkontor finns i Malmö och andra verksamheter finns på Muskö örlogsbas, Dockstavarvet och vid Karlskronavarvet.

## Verksamhet
Kockums är sedan juni 2014 ett av Saab AB helägt dotterbolag. All nybyggnad sker numera i Karlskrona på Karlskronavarvet som sedan 1989 ingår i Kockums AB. Detta sedan tillverkningen i Malmö upphörde år 1998. Den civila fartygsproduktionen i Malmö upphörde 1987 och år 2007 blev man ägare till delar av det som tidigare var Försvarets Marinverkstäderna på Muskö, utanför Stockholm.

## Historik

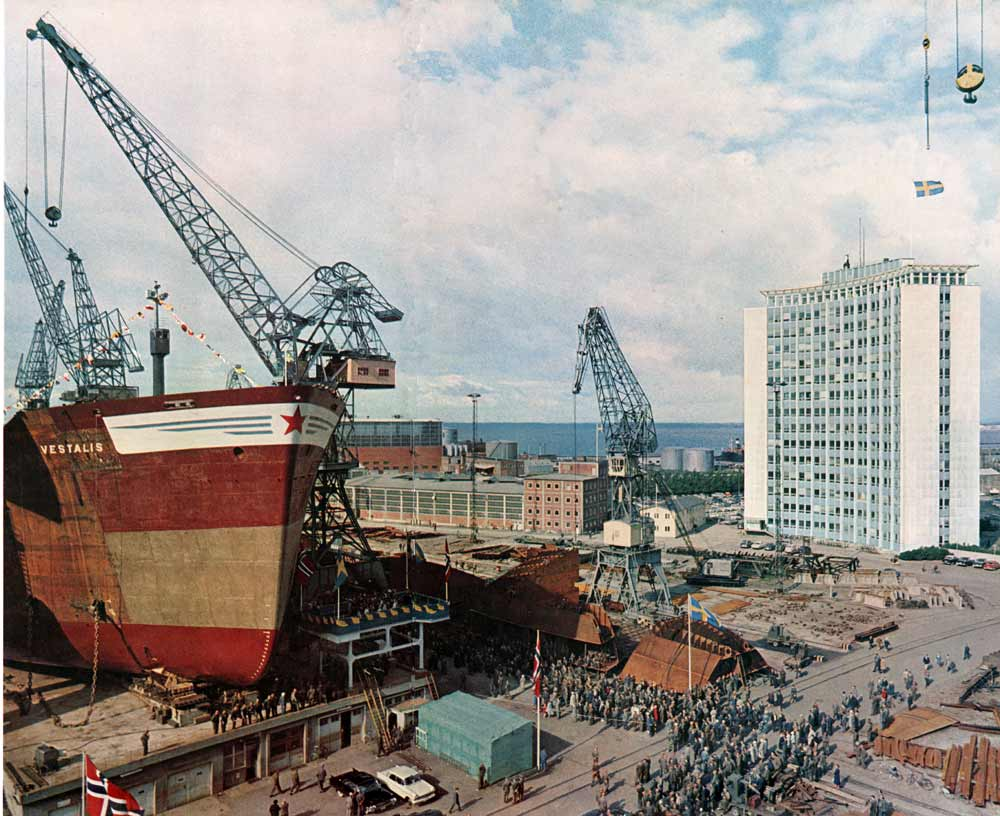
Sjösättning vid Kockums Mekaniska Verkstad av den norska tankern Vestalis 1962.

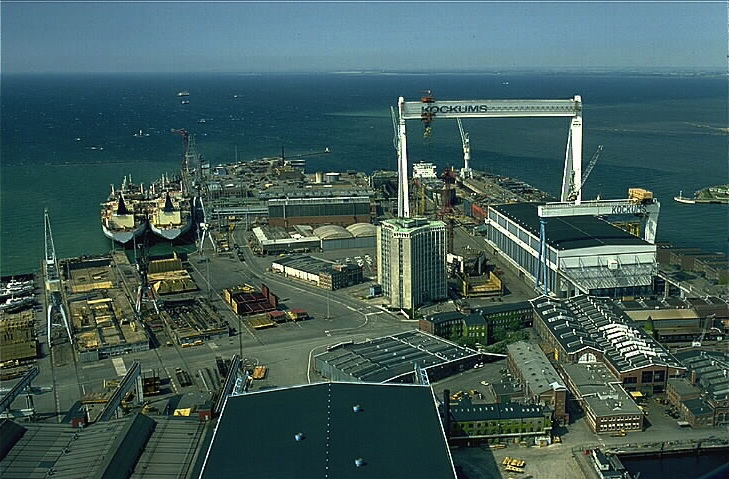
Vy över varvsområdet i Malmö med portalkranen (Kockumskranen) ovanför dockan. Foto från mitten av 1970-talet.

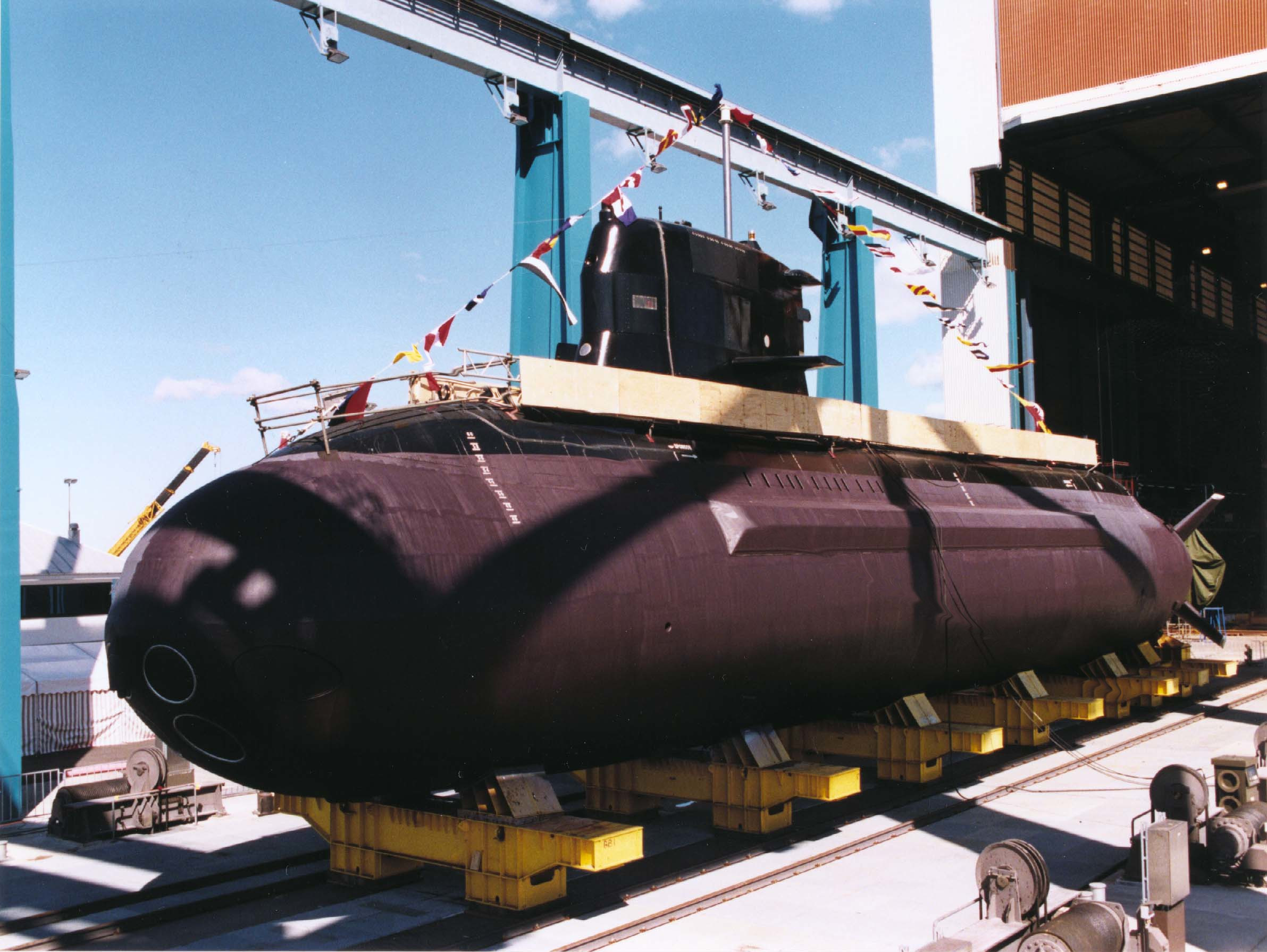
Ubåt av Sjöormen-klass.

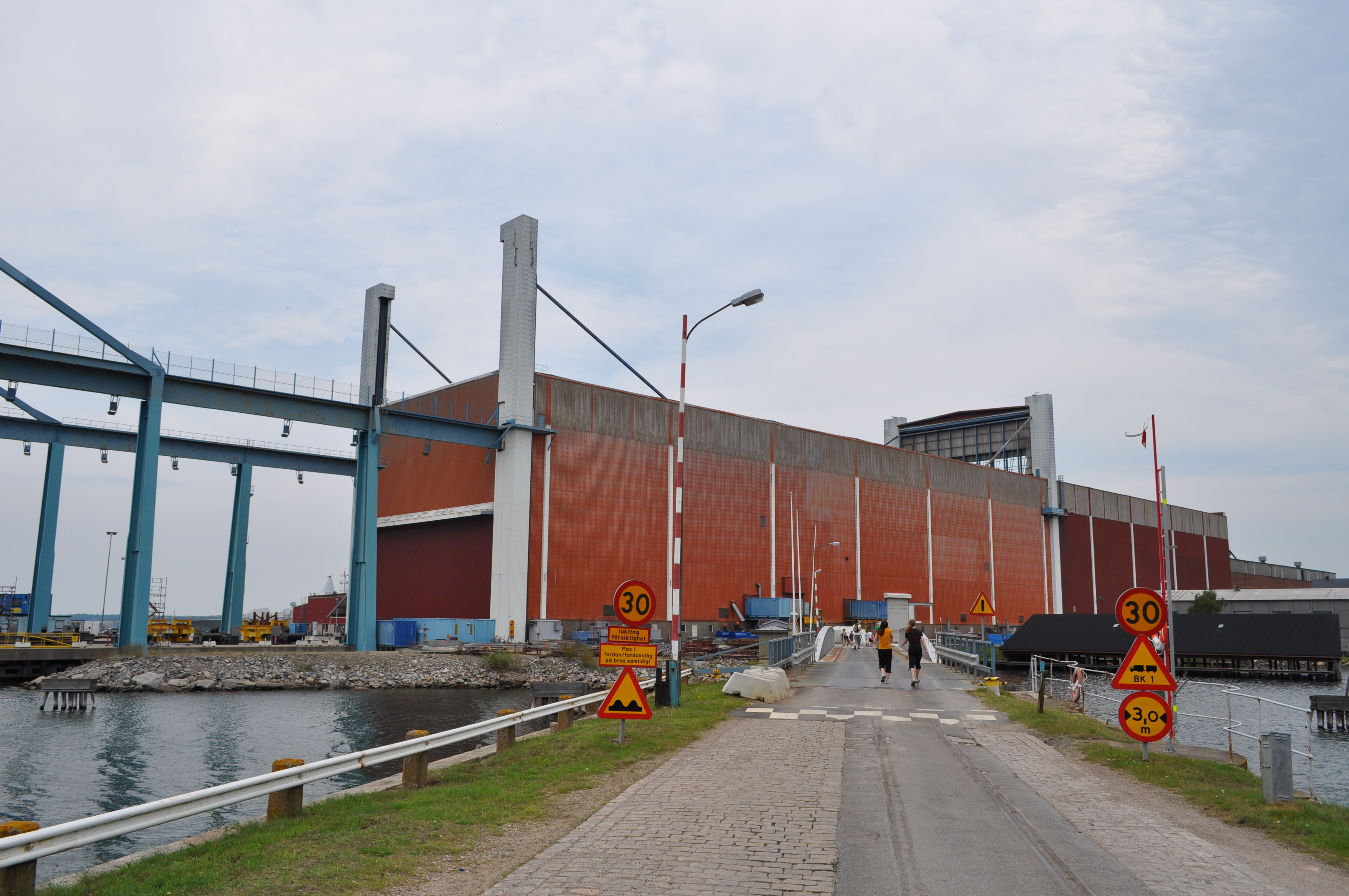
Nybyggnadshallen vid Kockums Karlskronavarvet.

### Kockums under 1800-talet

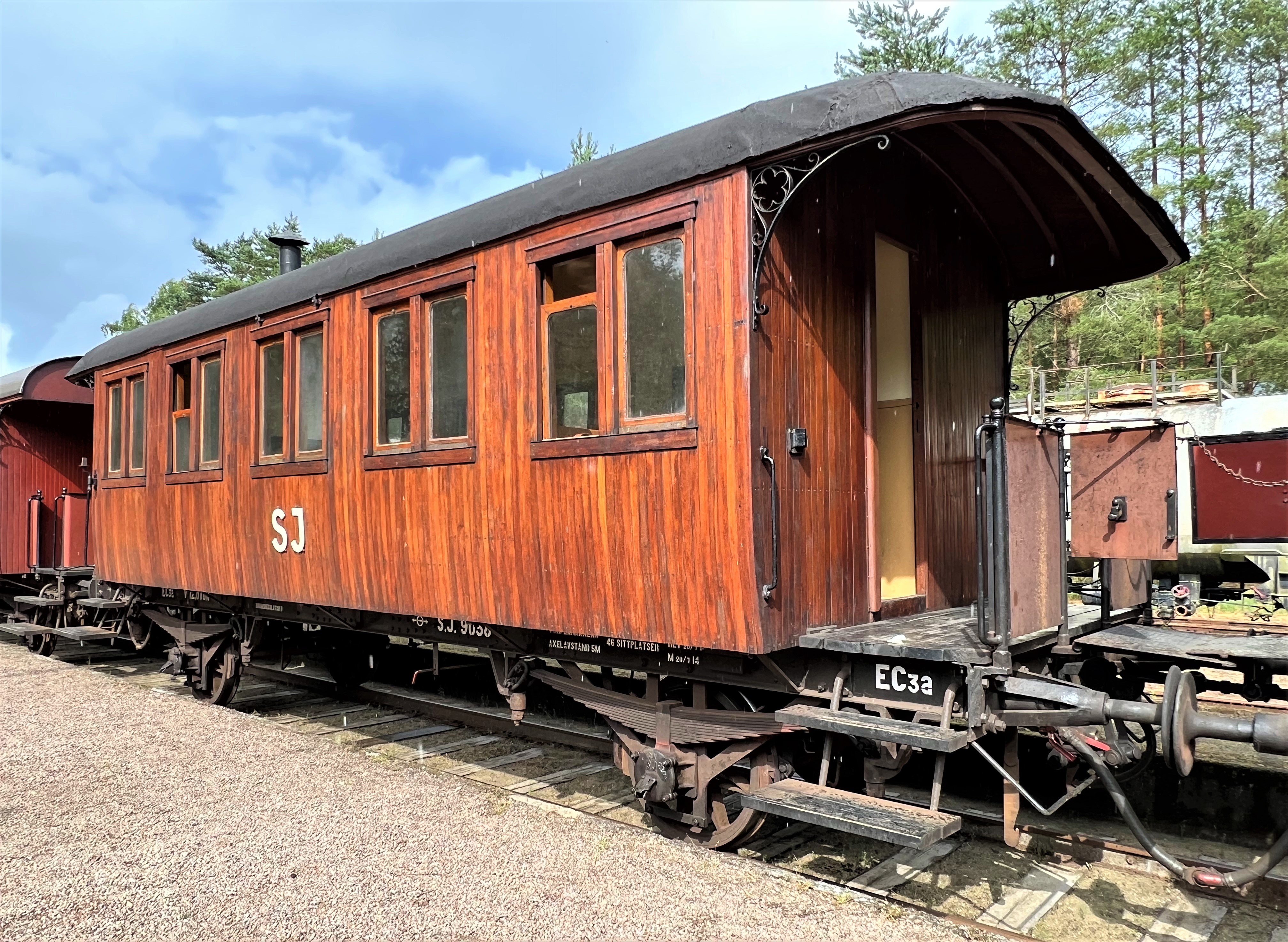
Personvagn SJ EC3a 9058

Under 1820-talet etablerade sig släkten Kockum inom  handel och industri i Malmö. Frans Henrik Kockum byggde upp en stor förmögenhet genom satsningar inom tobaksfabrikation. Det ledde till att han år 1838 kunde köpa egendomen Holmen söder om Malmö, där han 1840—1841 lät uppföra ett gjuteri och en mekanisk verkstad. Dessa var belägna i Södra Förstaden, i området kring nuvarande Davidshallstorg. 
Inledningsvis tillverkades främst lantbruksredskap, bränneriapparater, spisar, lokomobiler, äggkläckningsmaskiner, spottkoppar, ugnar och olika gjutna detaljer. Fabriken ombildades 1866 till aktiebolag under namnet Kockums Mekaniska Werkstad. 
Från 1859 tillverkades även järnvägsvagnar, den första järnvägsvagnen levererades år 1859 och den första sovvagnen år 1877. Dessa följdes sedan av den första boggievagnen år 1885 och den första restaurangvagnen 1896.
Kockum köpte år 1849 Kallinge kvarn i Ronneby socken tillsammans med två kompanjoner. Där anlades ett kopparverk. Kompanjonerna köptes ut 1852 och företaget utvidgades under det kommande årtiondet. 1858 omlades driften till ett järn- och plåtvalsverk och året därpå startades en klippspiksfabrik och ett stansverk. Ur det senare växte Kockums Jernverks AB, som bildades 1875. Det hade sin grund i olika järnbruk i Blekinge och Småland.
År 1870 anlades också ett skeppsvarv i anslutning till Malmö hamn, dit så småningom all verksamhet flyttades. Familjen ägde även ett tegelbruk i Lomma, vilket senare kom att utvecklas till Skånska Cement AB som bildades 1871. Verkstaden i Södra Förstaden härjades 1904 av en häftig brand vilket oroade de boende i Malmö, och redan några dagar efter branden hemställde ett stort antal närboende till stadens myndigheter att verkstadsområdet i Södra Förstaden skulle flyttas till Kockums område i hamnen och sammanlänkas med varvsverksamheten. Så skedde också; 1908 köpte bolaget ett område i hamnen av Malmö stad och därmed uppgick Kockums totala yta till 79 000 m2. År 1913 var all verksamhet koncentrerad till varvet. 
Kockums första verkstadsområde hade legat söder om Malmös centrum. När flytten av verkstäderna till Malmös hamn var genomförd kring 1913 valde bolaget att riva hela verkstadsområdet och ersätta detta med bostadsområdet Davidshall, ett utmärkt exempel på 1920-talets arkitektur.

### Strukturomvandling
Under åren fram till första världskriget genomfördes en strukturomvandling vid de Kockumägda företagen. Kockums Mekaniska Verkstads AB i Malmö koncentrerades kring tillverkningen av fartyg, järnvägsvagnar och broar, medan Kockums Jernverks AB med tillverkning i Kallinge specialiserades på stål, stålprodukter och galvanisering, medan Kockums Emaljerverk i Ronneby ämnades för emaljerade varor. 
Varvsrörelsen, liksom brotillverkningen, kom att expandera kraftigt efter första världskriget. Under perioden 1899—1913 byggdes endast 16 fartyg, varav sju stycken för statens räkning, nämligen pansarskeppen Tapperheten och Manligheten, jagarna Vale, Munin, Vidar och Ragnar samt ångfärjan Malmö. Därefter hade varvet ständiga framgångar. Till marinen levererades pansarskeppet Gustav V, jagarna Ehrensköld och Klas Horn, statsisbrytaren Ymer, ett tjugofemtal ubåtar och ett tiotal motortorpedbåtar. Man byggde även ett stort antal tankbåtar från år 1927. Varvet var en föregångare inom svetsningens område. Man fortsatte även att tillverka järnvägsvagnar, broar, lyftkranar, sockerbruksmaskiner och ångpannor.
Under 1950- och 1960-talen hade varvsverksamheten i Malmö växt till en av de största i världen, med tillverkning framför allt av stora lastfartyg. 1952 och 1953 levererade Kockum mest tonnage av alla varv i hela världen. Parallellt med fartygstillverkningen drevs även en viss rederirörelse. Efter förvärvet av AB Landsverk 1948 utvecklades även övrig verkstadsindustri vid Kockums Mekaniska Verkstad.

### Expansion, tillbakagång och ägarbyte
Expansionen fortsatte fram till mitten av 1970-talet, då ekonomiska problem gjorde att verksamheterna vid bland annat Kockums Jernverk avvecklades eller såldes. Kockums Mekaniska Verkstads AB (från 1977 Kockums AB) började även omstrukturera sin verksamhet, men till följd av lönsamhetsproblem och dåliga framtidsutsikter övertogs företaget 1979 av statliga Svenska Varv AB. I augusti 1985 grundade Kockums ett samriskföretag med namnet Australian Submarine Corporation tillsammans med de australiska Australian Industry Development Corporation (AIDC), Chicago Bridge & Iron Australia och Wormald International i syfte att konstruera den australiska ubåtsklassen Collins som består av sex ubåtar. Efter att den civila fartygsproduktionen lagts ned 1987 inriktade man sig på tillverkning av militära fartyg. 1989 gick Kockums AB under sitt eget namn samman med Karlskronavarvet AB.

### Tyska ägare
1999 övergick ägandet till den tyska HDW-koncernen (Howaldtswerke Deutsche Werft AG). Kockums satsning på ny teknik de senaste åren hade visat sig framgångsrik, bland annat inom undervattensteknologin och i utvecklingen av fartyg i smygteknik. I april 2000 beslutade den australiska regeringen om att förstatliga Australian Submarine Corporation och aktierna för Kockums överfördes därmed till AIDC via tvångsköp.
Kockumsföretagen omsatte 2002/2003 cirka 1,5 miljarder kronor och hade 1 200 anställda i Sverige. År 2004 var omsättningen cirka 1,2 miljarder kronor. Kockums ingick i ThyssenKrupp Marine Systems från 2005. Verksamheten utökades 2007 sedan Kockums blev ägare till delar av Försvarsmaktens marina underhållsverkstäder på Muskö örlogsbas utanför Stockholm. Den 1 juni 2013 bytte Kockums AB namn till ThyssenKrupp Marine Systems AB (TKMS).

### Saab Kockums
Den 22 juli 2014 meddelades att Saab AB hade köpt tillbaka verksamheten från ThyssenKrupp Marine Systems AB för 340 miljoner kronor. Företaget ingår därmed i Saabs affärsområde Security and Defence Solutions under namnet Saab Kockums AB, och har sin verksamhet i Malmö, Karlskrona och på Musköbasen.
I slutet av juni 2015 flyttades Malmö-kontoret från byggnaden Gängtappen på Stora Varvsgatan 11, där kontoret funnits sedan 1958, till Isbergs gata 2.